# پل میو
 پل میو (به فرانسوی: Le Viaduc de Millau) بلندترین پل جاده‌ای جهان به ارتفاع ۳۴۳ متر است که در نزدیکی شهر میو و روی رود تارن در جنوب فرانسه قرار دارد. این پل توسط میشل ویرلوژو (مهندس سازه) و نورمن فاستر (معمار) طراحی و در دسامبر سال ۲۰۰۴ توسط ژاک شیراک رئیس جمهور وقت فرانسه گشوده شد.

## مشخصات فنی

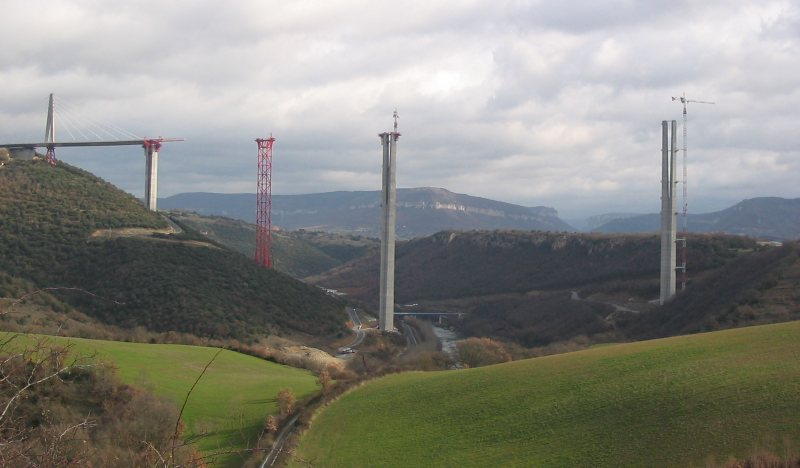
پل میلو در حال ساخت

جاده پل به طول ۲۴۶۰ متر از مقاطع فولادی در ۸ دهنه با عرض ۳۲ متر و فاصله متوسط ۳۴۲ متر بین هر ستون تشکیل شده‌است. این جاده بیش از ۳۶،۰۰۰ تن وزن داشته و با عمق ۴٫۲ متر به عنوان طولانی‌ترین جاده کابلی پل در جهان به حساب می‌آید. جاده پل شیبی ۳٪ از جنوب به شمال طی کرده و همچنین انحنایی به شعاع ۲۰ کیلومتر در سطح را به دلیل ایجاد زاویه دید بهتر برای رانندگان داراست.
جاده پل بر روی ۷ ستون بتنی که ارتفاع آن‌ها از ۷۷ تا ۲۴۶ متر متغیر است قرار گرفته‌است. ضخامت ستونها در پی ۲۴٫۵ متر بوده که در نهایت به ۱۱ متر ختم می‌شود. هر کدام از ستون‌ها نگهدارنده دکلی ۸۷ متری است که ۷۰۰ تن وزن دارد.

## مراحل ساخت

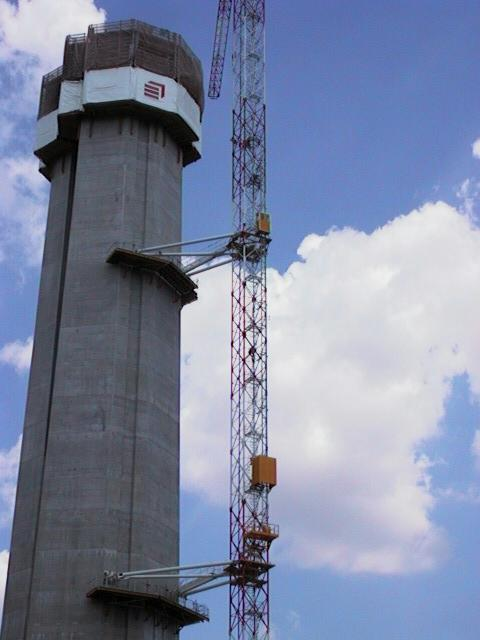
یکی از پایه‌ها در حال ساخت

مراحل اصلی ساخت پل به‌طور خلاصه و به ترتیب شامل موارد زیر است:
- احداث هم‌زمان ستون‌های بتنی اصلی و پایه‌های کمکی فلزی بین هر دو ستون اصلی.
- ساخت و سر هم نمودن قطعات جاده فلزی پل بر روی زمین.
- سُر دادن جاده تکمیل شده بر روی ستون‌های اصلی و کمکی با استفاده از جک‌های عظیم هیدرولیک (۶۰۰ میلی‌متر در هر ۴ دقیقه).
- بر پا نمودن دکل‌های فلزی از پیش‌ساخته شده ۸۷ متری و نصب آن‌ها بر روی جاده فلزی.
- انجام عملیات کابل کشی و اصلاح ناهمواری‌های ناشی از افتادگی جاده بر اثر وزن بسیار زیاد آن بوسیله کشش کابل ها.
- برچیدن پایه‌های فلزی کمکی موقت.

احداث پروژه از ۱۶ اکتبر ۲۰۰۱ آغاز شد و پل میلو در ۱۶ دسامبر ۲۰۰۴، یک ماه پیش از موعد مقرر، رسماً به بهره‌برداری رسید.

## هزینه‌ها و مقادیر
احداث پل میلو نزدیک به ۳۹۴ میلیون یورو هزینه داشته که شرکت فرانسوی سازنده آن (Eiffage)، در ازای دریافت عوارض عبور و مرور خودروها از روی پل به مدت ۷۵ سال، هزینه ساخت و ساز پل را پرداخته است.
برای ساخت پل بیش از ۱۲۷٬۰۰۰ متر مکعب بتن، ۱۹٬۰۰۰ تن فولاد برای آرماتورها و ۵٬۰۰۰ تن فولاد پیش تنیده برای کابل‌ها به کار رفته‌است. به ادعای سازندگان پل، پل میلو عمر مفیدی برابر با حداقل ۱۲۰ سال خواهد داشت.

## نگارخانه

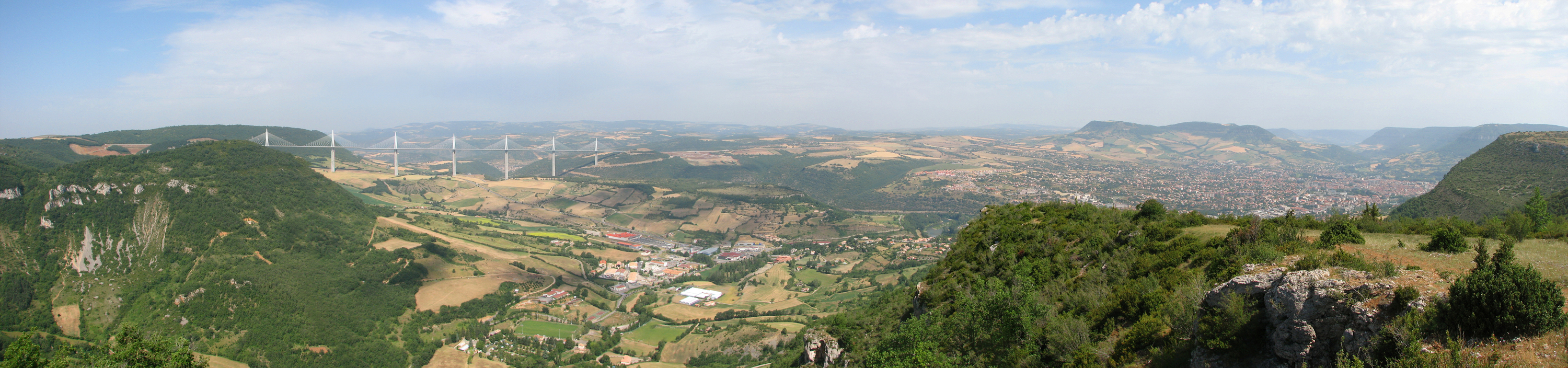
دورنما
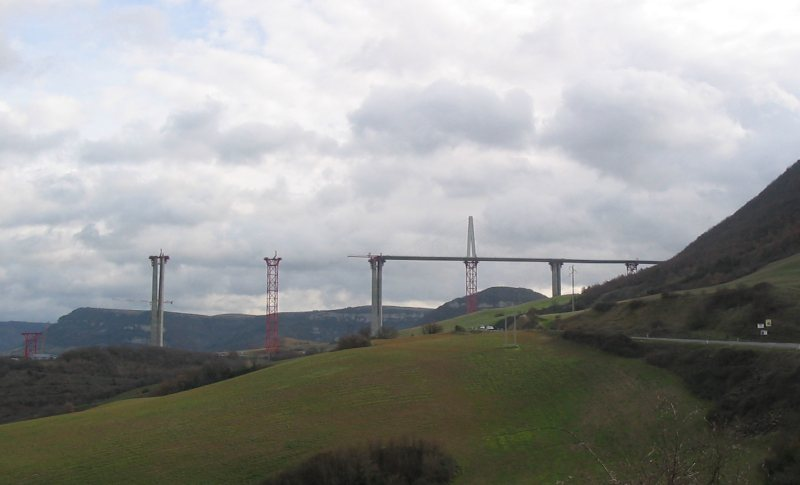
پیشرفت پروژه در سال ۲۰۰۴
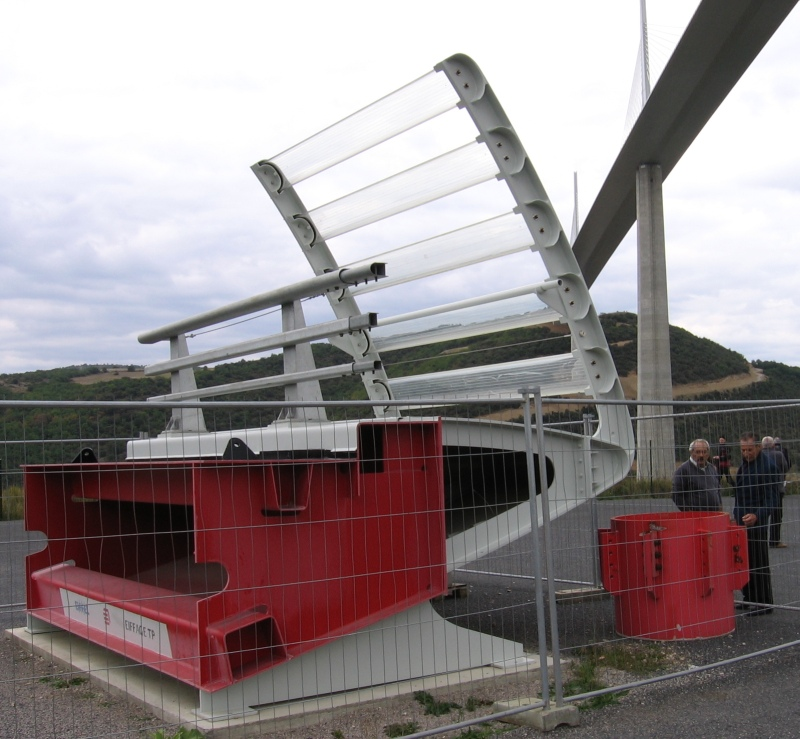
نمونه‌ای از بخشی از مقطع پل برای نمایش عمومی